# Rasskaz o semi povešennych
Rasskaz o semi povešennych (Рассказ о семи повешенных) è un film muto del 1920 diretto da Pёtr Čardynin e Nikolaj Saltykov.